# Naldurg
Naldurg (o Naldrug) è una città dell'India di 15.993 abitanti, situata nel distretto di Osmanabad, nello stato federato del Maharashtra. In base al numero di abitanti la città rientra nella classe IV (da 10.000 a 19.999 persone).

## Geografia fisica
La città è situata a 17° 49' 0 N e 76° 17' 60 E e ha un'altitudine di 565 m s.l.m..

## Società

### Evoluzione demografica
Al censimento del 2001 la popolazione di Naldurg assommava a 15.993 persone, delle quali 8.337 maschi e 7.656 femmine. I bambini di età inferiore o uguale ai sei anni assommavano a 2.535, dei quali 1.316 maschi e 1.219 femmine. Infine, coloro che erano in grado di saper almeno leggere e scrivere erano 10.302, dei quali 5.946 maschi e 4.356 femmine.